# 佩雷斯和平中心
佩雷斯和平中心（希伯来语：‎）地处以色列的特拉维夫-雅法，是一个独立的，非赢利性的，非党派的非政府组织，创办于1996年，创办者是诺贝尔和平奖得主、以色列总统希蒙·佩雷斯，目标是通过社会-经济合作与发展，以及人民与人民之间的互动，以促成中东地区人民一起努力，建设和平的远景。佩雷斯中心的第一任总干事是大使乌里·萨维尔（Uri Savir），他与佩雷斯一起建立了该组织，目前担任会长。该中心的总干事是罗恩·蓬达克（Ron Pundak）博士。执行理事会由首席执行官，董事，各机构的会长，以及学者和记者组成。

## 活动
佩雷斯和平中心的和平建设活动主要是基于四个支柱：“人民与人民之间的对话与互动；能力建设Capacity-Building 通过合作；培育区域内青年的和平文化；和人道主义反应”。
2008年10月，该中心举行的一系列十周年庆祝活动，花费高达1000万新谢克尔。 

## 佩雷斯和平之家
2003年，开始动工建设，主要建筑容纳希蒙佩雷斯的历史档案，和平图书馆，并担任该中心的办公室，并作为该中心在雅法的一个阿拉伯社区Ajami的成长中的社区工作的焦点。该中心的费用估计为600万美元，工期三年。截至2009年8月，费用已增至约1亿新谢克尔（约增加了400％），建筑仍未完工。
经过10年的规划和建设，佩雷斯和平之家于2009年12月启用。该大楼2,500平方米，雅法海岸一座风格独特的建筑，设计者是意大利著名建筑师马西米利亚诺·福克萨斯（Massimiliano Fuksas）。

## 项目
佩雷斯中心的和平建设活动分为八个领域：农业与水利，商业及经济；公民社会对话与合作；信息技术和平项目；医疗保健；地中海2020；和平教育